# Йоганнес ван Голверфф
Йоганнес ван Голверфф (нід. Johannes van Hoolwerff, 13 квітня 1878 — 2 серпня 1962) — нідерландський яхтсмен.
Срібний призер Олімпійських Ігор 1928 року в класі 8 метрів.